# Aleksej Miller

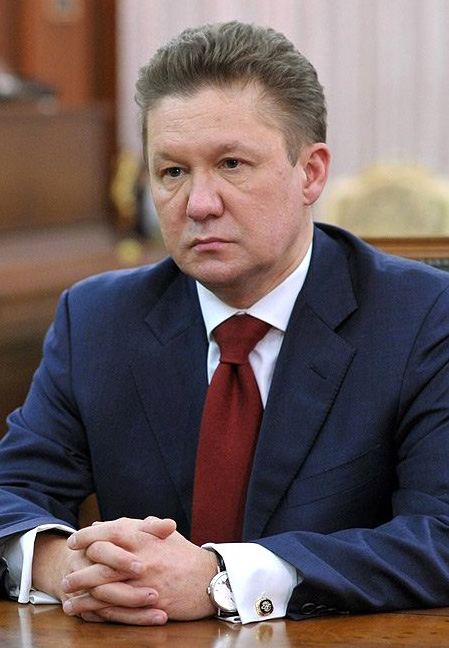
Aleksej Miller, 2013

Aleksej Borisovič Miller (em russo: Алексей Борисович Миллер) (São Petersburgo, 31 de janeiro de 1962) é um empresário e político russo.
É vice-ministro de energia russo e presidente do conselho de administração da companhia de energia russa Gazprom.